# Żukowo (Grande-Pologne)
Pour les articles homonymes, voir Żukowo (homonymie).
Żukowo (prononciation : [ʐuˈkɔvɔ], en allemand : Zuckland) est un village polonais de la gmina d'Oborniki dans le powiat d'Oborniki de la voïvodie de Grande-Pologne dans le centre-ouest de la Pologne.
Il se situe à environ 7 km au sud-ouest d'Oborniki (siège de la gmina et du powiat), et à 28 km au nord-ouest de Poznań (capitale de la Grande-Pologne).

## Histoire
De 1975 à 1998, le village faisait partie du territoire de la voïvodie de Poznań.

Depuis 1999, Żukowo est situé dans la voïvodie de Grande-Pologne.
Le village possède une population de 82 habitants en 2009.